# Cremera
De Cremera is een zijrivier van de Tiber in de Italiaanse regio Lazio.

## Geografie
De Cremera ontstaat in de Valle del Sorbo op het grondgebied van de gemeente Formello door de samenvloeiing van de beken Fosso della Mola dei Monti en Fosso della Mola di Formello. Zij stroomt in zuidelijke richting door de Valle del Sorbo en buigt ten noorden van het Romeinse stadsdeel Isola Farnese naar het oosten af in de Valle Cremera om uiteindelijk tussen de stadsdelen Labaro en Saxa Rubra in de Tiber uit te monden. 
Haar stroomgebied omvat, naast het noordelijke stadsgebied van Rome, de gemeenten Campagnano di Roma, Formello en Sacrofano. Zij stroomt eveneens door het natuurpark Parco di Veio. Haar oevers zijn vrijwel overal nog natuurlijk en onbebouwd gebleven.

## Geschiedenis
De Cremera speelt in meerdere antieke gebeurtenissen een rol, doordat de Etruskische stad Veii op een heuvel boven de rivier lag. Bekend is vooral de Slag aan de Cremera (477 v. Chr.), waarbij vrijwel alle mannelijke leden van de gens Fabia in de strijd tegen Veii het leven lieten.

## Links
- Parco di Veio